# Stefano Arata
Stefano Arata (Milán, 7 de julio de 1959-20 de julio de 2001) fue un hispanista y cervantista italiano.

## Biografía
De orígenes sicilianos, pero protestante, algo bastante extraño en Italia, vivió en Estados Unidos con sus padres durante su infancia y en España durante su adolescencia, en plena Transición política. Se licenció en letras en la Universidad la Sapienza de Roma, donde las lecciones del hispanista Carmelo Samonà lo interesaron por la literatura española (él dirigió su tesina de licenciatura sobre «Aspectos de la narración anacrónica en el Persiles de Miguel de Cervantes»). Enseñó como profesor asociado lengua y literatura italiana en la Universidad de Toulouse, y estuvo seis años en España dando clases de la misma materia en la Universidad de Salamanca y en la del País Vasco; en España hizo también su tesis doctoral sobre Miguel Sánchez Requejo, "El Divino" y el nacimiento de la "Comedia Nueva", leída en 1988 y descubrió un gran depósito de piezas teatrales inéditas del Siglo de Oro en la Biblioteca Real de Madrid, entre ellas, muy probablemente, una comedia perdida de Miguel de Cervantes, La conquista de Jerusalén por Godofre de Bullón, que editó en 1992, y otra de Miguel Sánchez, La desgracia venturosa. En 1991 había dejado ya España y entrado como ricercatore de literatura española en la Universidad de Pisa antes de ser titular y después catedrático de la Universidad de La Sapienza en Roma, aunque también estuvo vinculado a universidades británicas y brasileñas. Se especializó en la edición del teatro del Siglo de Oro español (especialmente de Lope de Vega y Cervantes), con ediciones de referencia de Las mocedades del Cid de Guillén de Castro (1996) para la editorial Crítica o de El acero de Madrid de Lope de Vega para Castalia (2000), entre muchas otras obras y artículos; descubrió en la Biblioteca Real de Madrid el manuscrito inédito de la Tragicomedia de Polidoro y Casandrina y, fallecido en la flor de la vida, con apenas 42 años, aficionado al arte y los museos, al ajedrez, al cine y al fútbol, dejó sin acabar las ediciones, luego completadas por otros, de El perro del hortelano de Lope de Vega (2006) y de El alcalde de Zalamea  de Pedro Calderón de la Barca (2009). También se interesó por la obra de Luis Cernuda y la literatura brasileña. Murió de un infarto cuando se bañaba en la costa Mediterránea del sur de Italia.

## Obras
- (ed.) Letterature iberiche. Spagnola, catalana, ispanoamericana, portoghese, brasiliana. Prólogo a cargo de Carmelo Samonà. Garzanti, 1992.
- Ed. de Miguel de Cervantes, La conquista de Jerusalén por Godofre de Bullón, 1992.
- Ed. de Guillén de Castro, Las mocedades del Cid. Barcelona: Crítica, 1996.
- Ed. de Lope de Vega, El acero de Madrid, Madrid: Castalia, 2000.
- Ed. de Pedro Calderón de la Barca, El alcalde de Zalamea (el garrote más bien dado) en Teatro de Palabras. Revista sobre Teatro Áureo núm. 3, 2009.
- Ed. con Fausta Antonucci, VV. AA., La enjambre mala soy yo, el dulce panal mi obra: veintinueve loas inéditas de Lope de Vega y otros dramaturgos del siglo XVI, [Madrid]: UNED; [Sevilla]: Universidad de Sevilla; [València]: Universitat de València, 1995.
- Miguel Sánchez il "Divino" e la nascita della Comedia nueva, Salamanca: Universidad de Salamanca, 1989
- Los manuscritos teatrales (siglos XVI y XVII) de la Biblioteca de Palacio Pisa: Giardini Ed. e Stampatori, 1989.
- Textos, géneros, temas: investigaciones sobre el teatro del Siglo de Oro y su pervivencia, ed. de Fausta Antonucci, Laura Arata y María Del Valle Ojeda. Pisa: ETS, 2002.
- Traducción de Lope de Vega, Il cane dell'ortolano = El perro del hortelano Napoli: Liguori, 2006.